# Остров Бианки
О́стров Биа́нки — остров архипелага Норденшёльда. Административно относится к Таймырскому району Красноярского края России.

## Расположение
Расположен в восточной части архипелага. Входит в состав островов Восточных, лежит в их центральной части. От лежащих к северу от него островов Саломе, Матрос, Волна, Норд и островов Евгения Фёдорова отделён проливом Спокойным. С юга почти вплотную к острову Бианки прилегает остров Тыртов. У восточного побережья расположен малый остров Каменистый, у западного — Лескинена.

## Описание
Является одним из самых крупных островов группы и архипелага в целом. Имеет форму развёрнутой на 90° буквы F — вытянутая с запада на восток основная часть с двумя небольшими вытянутыми на юг полуостровами в центральной и восточной частях. Длина острова — чуть менее 13 километров, ширина — до 5,5 километра. Два полуострова образуют между собой бухту Открытую глубиной до 30 метров. Бо́льшую часть острова занимают скалы: три возвышенности высотой 42 метра (западная), 97 метра (центральная) и 61 метра (восточная). По склонам скал — каменистые россыпи. По максимальной высоте остров Бианки уступает в архипелаге Норденшёльда только острову Чабак (107 метров).
С возвышенностей к северному и к южному побережью острова стекает несколько мелких непостоянных (перемерзающих зимой) безымянных ручьёв. В западной части ближе к центру лежит несколько небольших бессточных озёр. Прибрежные районы ручьёв и озёр частично заболочены.

## История
Остров Бианки был открыт и нанесён на карты в 1901 году русским исследователем Фёдором Матисенем и назван в том же году Эдуардом Васильевичем Толлем в честь русского зоолога, орнитолога и энтомолога Валентина Львовича Бианки, отца известного детского писателя Виталия Бианки.